# Luci Antoni
Luci Antoni (en llatí: Lucius Antonius M. F. M. N.), anomenat Pietas, va ser fill de Marc Antoni Crètic i germà petit del triumvir Marc Antoni.
Va ser tribú de la plebs l'any 44 aC i després de l'assassinat de Juli Cèsar va procurar afavorir els interessos dels seus dos germans grans, Marc Antoni i Gai Antoni el Jove, i va introduir una llei agrària que afavoria els veterans de Cèsar. Tot seguit va acompanyar son germà a la Gàl·lia. El 41 aC va ser nomenat cònsol i va obtenir un triomf sobre algunes tribus alpines.
La disputa pel repartiment de les terres als veterans de Cèsar va portar a l'anomenada guerra de Perusa, en la que va prendre part a petició de Fúlvia, l'esposa del seu germà. Finalment Luci va obtenir el control de Roma en absència d'August, però quan aquest es va acostar es va retirar a Perusa on va ser assetjat i es va haver de rendir l'any 40 aC. Després de la reconciliació amb August va ser enviat com a governador a Hispània. Després d'aquests fets no torna a ser esmentat.
Luci Antoni va obtenir el cognomen de Pietas perquè volia lluitar contra Cèsar per defensar els interessos del seu germà. És cert que quan es va apoderar de Roma durant el seu consolat, va proposar l'abolició del triumvirat, però això no demostra, com diuen alguns autors moderns, que s'oposés als interessos del seu germà. Ciceró dibuixa una imatge espantosa del personatge de Luci. El tracta de gladiador i de lladre, i li manifesta el seu menyspreu.